# Tabanus acer
Tabanus acer är en tvåvingeart som beskrevs av Juan Brèthes 1910. Tabanus acer ingår i släktet Tabanus och familjen bromsar. Inga underarter finns listade i Catalogue of Life.